# اچ‌ام‌اس تریومف (آر۱۶)
اچ‌ام‌اس تریومف (آر۱۶) (به انگلیسی: HMS Triumph (R16)) یک کشتی بود که طول آن ۶۹۵ فوت (۲۱۲ متر) بود. این کشتی در سال ۱۹۴۴ ساخته شد.